# Marco Cornaro
Marco Cornaro, död 1368, var en venetiansk doge. Han var regerande doge av Venedig 1365–1368. 